# محمد عبد الله بن محمد الأمين الشنقيطي
محمد عبد الله بن محمد الأمين الشنقيطي رئيس ديوان المظالم في المملكة العربية السعودية خلال الفترة من 2 ربيع الأول 1428 إلى 19 صفر 1430 هـ. 
من مواليد مكة المكرمة.

## المؤهلات العلمية
- حصل على بكالوريوس من كلية الشريعة بجامعة الإمام محمد بن سعود الإسلامية عام 1394 هـ.
- حصل على دبلوم عال في الأنظمة من معهد الإدارة العامة بالرياض عام 1396هـ تناول دراسة القانون بجميع فروعه.
- حاصل على ماجستير من قسم السياسة الشرعية بالمعهد العالي للقضاء في جامعة الإمام محمد بن سعود الإسلامية عام 1407هـ.

## الأعمال القضائية
- عين عام 1394هـ مستشارا ً قانونيا بالديوان العام للخدمة المدنية – وزارة الخدمة المدنية حاليا-.
- بدأ عمله القضائي بديوان المظالم عام 1397هـ وتدرج بالسلك القضائي حتى أصبح نائبا مساعدا بدرجة قاضي تمييز (قاضي استئناف) عام 1424هـ.
- عمل خلال هذه الفترة في القضاء الإداري والتجاري والتأديبي والجزائي، وترأس عدداً من دوائر الاستئناف.
- صدر الأمر الملكي بتعيينه رئيسا لديوان المظالم بمرتبة وزير عام 1428هـ. [1]

## الخبرات العملية
شارك في العديد من اللجان، ومن ذلك:
- عضوا بوفد المملكة العربية السعودية لمفاوضات الانضمام لمنظمة التجارة العالمية. [3]
- عضو اللجنة الدائمة المعنية بحقوق الملكية الفكرية.
- عضو، ثم رئيس لجنة الشؤون الإدارية لقضاة ديوان المظالم -مجلس القضاء الإداري حاليا-. [4]
- عضوا في لجنة مقابلة وتقييم المتقدمين للعمل بالسلك القضائي لديوان المظالم.
- ترأس العديد من هيئات التحكيم.

ندوات علمية:
- شارك في ندوات المنظمة العالمية للملكية الفكرية الوايبو في كل من الولايات المتحدة الأمريكية وجنيف والدول العربية
- شارك في ندوات مكتب براءات الاختراع والعلامات التجارية الأمريكي في واشنطن.
- شارك في اللجان المختصة بهيئة الخبراء بمجلس الوزراء لوضع العديد من الأنظمة واللوائح.

شارك في دراسة وإعداد الكثير من الأنظمة والاتفاقيات الدولية وأهمها:
- اتفاقية الجوانب التجارية لحقوق الملكية الفكرية (تريبس).
- اتفاقية (بيرن) لحماية المصنفات الأدبية والفنية.
- اتفاقية باريس لحماية الملكية الصناعية.
- اللائحة التنفيذية لاتفاقية الأمم المتحدة لمكافحة الإتجار غير المشروع بالمخدرات والمؤثرات العقلية

رسائل علمية:
- أشرف على العديد من أطروحات الدكتوراه وناقش عددا آخر في مختلف الجامعات بالمملكة العربية السعودية.

## وصلات خارجية
1. تحويل فروع ديوان المظالم إلى محاكم إدارية في جميع المناطق الـ 13
2. الأمير نايف يستقبل رئيس ديوان المظالم الجديد

1. الشنقيطي يسلم درعا تذكارية للشيخ الفايز
2. ديوان المظالم ينشئ محاكم استئناف إدارية في الرياض، مكة، الشرقية، عسير
3. الأمين: لا نية لتغيير اسم ديوان المظالم.. والمحاكم الإدارية ستبدأ عملها خلال عام
4. الشنقيطي: أتمنى أن أكون محلا لثقة الملك
5. معالي رئيس ديوان المظالم ل الجزيرة : المليك أوصاني بالحرص على إنجاز القضايا وقال: إنها قضايا في الذمة
6. نظام المرافعات أمام ديوان المظالم
7. اللائحة التنفيذية لنظام المرافعات أمام ديوان المظالم
8. رئيس ديوان المظالم سابقاً الشيخ محمد بن عبد الله بن محمد الأمين الشنقيطي: الغرف التجارية ساهمت في دعم التحكيم التجاري منذ 1350هـ وحتى اليوم دورها ريادي
9. «خميسية الجاسر» تستضيف رئيس ديوان المظالم السابق